# Nanbu Nobunao
Nanbu Nobunao (南部信直?; 1º aprile 1546 – 22 novembre 1599) è stato un daimyō giapponese del periodo Sengoku, XXVI capo del clan Nanbu.
Nobunao fu il secondo figlio di Nanbu Masayasu, XXII capo del clan, e nacque al castello di Ikatai, in quella che è oggi Iwate. Nel 1565 fu adottato da suo cugino Nanbu Harumasa, che era il XXIV capo del clan Nanbu, per essere il suo erede. Nel 1566 e nel 1568 difendette i territori del clan a Kazuno dalle incursioni di Andō Chikasue.
Nel 1570 una delle concubine di Harumasa diede alla luce un figlio naturale, Nanbu Harutsugu. Nobunao fu confermato erede ma nel 1576 sua moglie (figlia di Harumasa) morì. Temendo che la sua posizione di erede fosse minacciata, Nobunao rinunciò formalmente alla carica e si nascose al castello di Ne con il ramo Hachinohe del clan. Nel 1582 Harumasa morì e suo figlio Harutsugu divenne il XXV capo del clan. Harutsugu morì l'anno seguente, probabilmente di vaiolo, anche se alcune fonti suggeriscono che sia stato assassinato dalo stesso Nobunao. Con la morte di Harutsugu i vari rami del clan si riunirono e decisero che Nobunao fosse il successore di Harutsugu e quindi XXVI capo del clan. Kunohe Masazane, un noto samurai che guidava uno dei rami del clan, si oppose poiché dichiarava che il suo diritto di successione fosse maggiore.
Nel 1590, durante l'assedio di Odawara, Nobunao guidò una forza di 1.000 uomini, la maggior parte proveniente da Sannohe e Hachinohe, e giurò fedeltà a Toyotomi Hideyoshi. Come riconoscenza Nobunao fu confermato daimyō del suo feudo nel nord della provincia di Mutsu che comprendeva i distretti di Nukanobu, Hei, Kazuno, Kuji, Iwate, Shiwa e Tōno.
Tuttavia, poiché il clan Ōura aveva già giurato precedentemente fedeltà a Hideyoshi, non gli fu concesso il controllo sul distretto di gli Tsugaru, che fu strappato dagli Ōura ai Nanbu nel 1571. Successivamente Hideyoshi spedì una grande armata per domare la ribellione di Kunohe che assicurò a Nobunao la sua posizione. Nobunao fu successivamente ricompensato con i territori di Hienuki e Waga per compensare la perdita di Tsugaru. Comunque anche se il territorio che controllava era enorme, il suo valore era di soli 100.000 koku, poiché non era adatto alla coltivazione del riso.
Nel 1592 Hideyoshi ordinò a Nobunano di spedire 1.000 uomini nella provincia di Hizen per l'invasione della Corea. Tuttavia a lui e alle sue truppe non fu mai ordinato di attraversare il mare e successivamente tornarono nelle loro terre. Nobunao spostò la sua sede principale dal castello di Sannohe a quello di Morioka ed iniziò a lavorare alla fortificazione del castello e della cittadina circostante nel 1597. Non visse fino al suo completamento poiché mori al castello di Kunohe nel 1599.
Fu succeduto dal figlio Nanbu Toshinao che divenne il primo daimyō del dominio di Morioka durante lo shogunato Tokugawa.